# Zoneterapi
Zoneterapi, der også kaldes refleksologi, er en alternativ behandlingsform, som involverer påføring af tryk på specifikke punkter på fødder og hænder. Dette gøres ved hjælp af specifikke tommel-, finger- og håndmassageteknikker uden brug af olie eller lotion.
Zoneterapeuter tror på, at bestemte zoner på foden korresponderer med bestemte organer i kroppen. Det antages, at der findes en vital energi, som cirkulerer i kroppen, og når denne energi blokeres et sted i organismen, vil den zone, hvor blokaden er opstået, blive påvirket. Zoneterapeuten arbejder på at fremkalde en positiv virkning et bestemt sted i kroppen ved at trykke på specifikke punkter på foden.
Zoneterapi er baseret på pseudovidenskab. Der er ikke videnskabelig dokumentation for nogen effekt af zoneterapi, ligesom den påståede teori bag ikke er biologisk mulig.

## Historie
Det forekommer ofte, at zoneterapeuter hævder, at metoden er meget gammel. Oprindelsen henlægges blandt andet til oldtidens Indien, Kina eller Egypten. F.eks. anses et egyptisk gravmaleri fra 2330 f. Kr. af nogle zoneterapeuter som en skildring af en meget tidlig udgave af en zoneterapeutisk behandling.
Men den moderne zoneterapi har sin oprindelse i det 20’ende århundredes USA. I 1913 udgav den amerikanske øre- næse- og halslæge William Fitzgerald bogen ”Zone Therapy”. Heri beskrev han, hvordan han havde erfaret, at tryk på bestemte punkter på kroppen kan få de indre organer til at fungere bedre og samtidig få smerter til at forsvinde. Han var af den opfattelse, at ”refleks-punkter” findes flere steder på kroppen, som f.eks. på hænder, ører, tunge og gane. Disse punkter kunne påvirkes ved hjælp af forskellige træ og metalredskaber.
Fitzgerald inddelte kroppen på langs i 10 zoner og kaldte derfor sin metode for zoneterapi. De 10 zoner begyndte ved tåspidserne og endte i fingerspidserne. Ved at trykke inden for én bestemt zone skulle det angiveligt lindre i hele zonen.
Fitzgerald samarbejdede med en massøse ved navn Eunice Ingham. Hun opstillede en teori om, at reflekszonerne er placeret under fødderne, og at disse zoner afspejler organernes tilstand. Eunice Ingham udgav to bøger, der har haft stor betydning: Stories the feet can tell (1938) og Stories the feet have told (1963). Disse bøger blev oversat til dansk i 1970'erne og vandt stor udbredelse. Zoneterapi blev en udbredt behandlingsform i Danmark i løbet af 1970’erne.

## Brug og anvendelsesområde
21,4 % af danskerne havde i 2005 brugt zoneterapi på et eller andet tidspunkt. Det er mere end en fordobling af bruget siden 1987. 
En stor del af dem, der behandles med zoneterapi, lider af smerter i led og muskler, stress, kredsløbsbesvær, fordøjelsesproblemer, allergi, luftvejslidelser, hovedpine og idrætsskader. Herudover anvendes zoneterapi også til smertelindring, stimulation af veer under fødsler og til behandling af kolikbørn.

## Forskning
I 2002 undersøgte man zoneterapiens virkning på astmapatienter. I undersøgelsen indgik 40 personer med astma, som i en ti ugers periode blev givet henholdsvis aktiv og simuleret (placebo) zoneterapi. Alle patienter modtog ti behandlinger à 45 minutter en gang ugentlig af samme zoneterapeut. Næsten alle patienter var overbeviste om, at de havde fået aktiv zoneterapi. Et pænt flertal mente også, at deres livskvalitet var væsentligt forbedret efter
behandlingen. Problemet for zoneterapeuterne var blot, at en bedring ikke var forbeholdt dem, der havde modtaget aktiv zoneterapi. Også de patienter, der havde modtaget simuleret zoneterapi, oplevede en bedring. Forskerne bag undersøgelsen konkluderede, at testen ikke viste nogen specifik effekt af zoneterapi til behandling af voksne patienter med astma. 

## Religiøse elementer i zoneterapi
For at forklare forbindelsen mellem foden og de enkelte organer anvender mange zoneterapeuter i dag en religiøs forklaringsmodel, som inkluderer forestillinger om energier og meridianer mv. Det teoretiske grundlag er tæt forbundet med daoismen og dens ideer om Qi, yin og yang og meridianer.
Når zoneterapeuterne konstaterer, at energierne er blokeret i kroppen, kan blokeringerne fjernes ved at behandleren bliver centrum for de kosmiske og åndelige energier, som skal formidles og overbringes til klienten. I en af zoneterapiens nyere klassikere står
der (Lis Andersen: Håndbog i zoneterapi):
"Adskillige terapeuter går ind for betydningen af, at begge parter går ind for opgaven. Således forstået at terapeuten, foruden opmærksomt at føle sig frem over fodens topografiske kort og behandle særdeles individuelt, samtidig med behandlingen sender positive tanker til de syge organer, mens patienten, og det er lige så vigtigt, samler sig om at modtage. Det er jo for længst slået fast, at tanker er energi. Gode tanker er naturligvis positiv energi, ja, kan ligefrem være helbredende energi". 
 Religiøse forestillinger hos zoneterapiens grundlæggere 
1. Fitzgeralds nære kollega, Dr. G. S. White, hævdede, at zoneterapiens virkning skyldes ”the great Cosmic Force”, der omgav mennesket med venlighed og kærlighed, og Fitzgerald omtalte selv denne ”Force” i sit hovedværk Zone Therapy.
2. Hverken Fitzgerald eller Eunice Ingham gav en fuldstændig fysiologisk forklaring på, hvorfor der er 10 lodrette zoner i kroppen. Eunice Ingham siger: ”ligesom der er ti fingre og ti tæer, så må vi regne med at der findes ti zoner, der har forbindelse til lemmerne og alle dele af kroppen”.
3. Eunice Ingham indførte mikro-makro-sammenhængen imellem foden og kroppen og gav således en religiøs forklaring på dette

Zoneterapien er således i sin oprindelse en religiøs behandlingsform. Religiøse ideer og forestillinger har præget den tidlige zoneterapis grundlæggere lige til dens udøvere i dag. Det udelukker dog ikke, at der i dag også findes zoneterapeuter, der opfatter deres behandling som noget lig ren fodmassage.